# Charmont-en-Beauce
Charmont-en-Beauce és un municipi francès, situat al departament del Loiret i a la regió de Centre – Vall del Loira. L'any 2007 tenia 366 habitants.

## Demografia

### Població
El 2007 la població de fet de Charmont-en-Beauce era de 366 persones. Hi havia 138 famílies, de les quals 32 eren unipersonals (12 homes vivint sols i 20 dones vivint soles), 53 parelles sense fills, 49 parelles amb fills i 4 famílies monoparentals amb fills.
La població ha evolucionat segons el següent gràfic:
Habitants censats

### Habitatges
El 2007 hi havia 180 habitatges, 149 eren l'habitatge principal de la família, 16 eren segones residències i 14 estaven desocupats. Tots els 179 habitatges eren cases. Dels 149 habitatges principals, 133 estaven ocupats pels seus propietaris, 10 estaven llogats i ocupats pels llogaters i 6 estaven cedits a títol gratuït; 6 tenien dues cambres, 15 en tenien tres, 45 en tenien quatre i 83 en tenien cinc o més. 125 habitatges disposaven pel capbaix d'una plaça de pàrquing. A 58 habitatges hi havia un automòbil i a 79 n'hi havia dos o més.

### Piràmide de població
La piràmide de població per edats i sexe el 2009 era:
| Homes | Edats   | Dones |
| ----- | ------- | ----- |
| 0     | 95 o +  | 0     |
| 4     | 90 a 94 | 0     |
| 8     | 85 a 89 | 4     |
| 0     | 80 a 84 | 8     |
| 8     | 75 a 79 | 16    |
| 12    | 70 a 74 | 20    |
| 0     | 65 a 69 | 12    |
| 12    | 60 a 64 | 0     |
| 12    | 55 a 59 | 4     |
| 8     | 50 a 54 | 8     |
| 12    | 45 a 49 | 8     |
| 4     | 40 a 44 | 8     |
| 20    | 35 a 39 | 20    |
| 16    | 30 a 34 | 4     |
| 16    | 25 a 29 | 20    |
| 12    | 20 a 24 | 4     |
| 8     | 15 a 19 | 0     |
| 9     | 10 a 14 | 8     |
| 8     | 5 a 9   | 12    |
| 12    | 0 a 4   | 8     |

## Economia
El 2007 la població en edat de treballar era de 222 persones, 178 eren actives i 44 eren inactives. De les 178 persones actives 162 estaven ocupades (86 homes i 76 dones) i 16 estaven aturades (6 homes i 10 dones). De les 44 persones inactives 20 estaven jubilades, 10 estaven estudiant i 14 estaven classificades com a «altres inactius».

### Ingressos
El 2009 a Charmont-en-Beauce hi havia 157 unitats fiscals que integraven 401 persones, la mediana anual d'ingressos fiscals per persona era de 21.001 €.

### Activitats econòmiques
Dels 16 establiments que hi havia el 2007, 5 eren d'empreses extractives, 1 d'una empresa de fabricació d'altres productes industrials, 3 d'empreses de construcció, 4 d'empreses de comerç i reparació d'automòbils, 1 d'una empresa de transport, 1 d'una empresa d'informació i comunicació i 1 d'una empresa classificada com a «altres activitats de serveis».
Dels 4 establiments de servei als particulars que hi havia el 2009, 1 era un taller de reparació d'automòbils i de material agrícola, 1 paleta, 1 fusteria i 1 electricista.
L'any 2000 a Charmont-en-Beauce hi havia 25 explotacions agrícoles que ocupaven un total de 1.780 hectàrees.

## Equipaments sanitaris i escolars
El 2009 hi havia una escola elemental integrada dins d'un grup escolar amb les comunes properes formant una escola dispersa.

## Poblacions més properes
El següent diagrama mostra les poblacions més properes.